# Bo Ellis
Maurice H. Ellis, detto Bo (Chicago, 8 agosto 1954), è un ex cestista e allenatore di pallacanestro statunitense, professionista nella NBA.

## Carriera
Venne selezionato dai Washington Bullets al primo giro del Draft NBA 1977 (17ª scelta assoluta).

## Palmarès
- Campione NCAA (1977)
- NCAA AP All-America Third Team (1977)